# Mikitamäe (gemeente)
Mikitamäe (Estisch: Mikitamäe vald) was een gemeente in het oosten van de Estlandse provincie Põlvamaa. De gemeente telde 937 inwoners op 1 januari 2017. In 2011 waren dat er 897. Ze had een oppervlakte van 104,4 km².
In oktober 2017 werd de gemeente bij de gemeente Setomaa gevoegd. Daarmee verhuisde de gemeente van de provincie Põlvamaa naar de provincie Võrumaa.
De landgemeente telde achttien dorpen. Daarvan is het hoofddorp Mikitamäe het enige dat meer dan honderd inwoners telt (267 in 2011).
In het dorp Mikitamäe staat de oudste orthodoxe dorpskapel (tsässon) van Setomaa, die uit 1693 dateert. Een tweede exemplaar werd in 1998 gebouwd. Ook in de dorpen Võõpsu, Usinitsa en Laossina zijn ze te vinden.
Evenals de gemeenten Värska, Misso en Meremäe was Mikitamäe aangesloten bij de Unie van Gemeenten van Setomaa (Setomaa Valdade Liit). Värska, Mikitamäe, Meremäe en een groot deel van Misso maken nu deel uit van de gemeente Setomaa. 

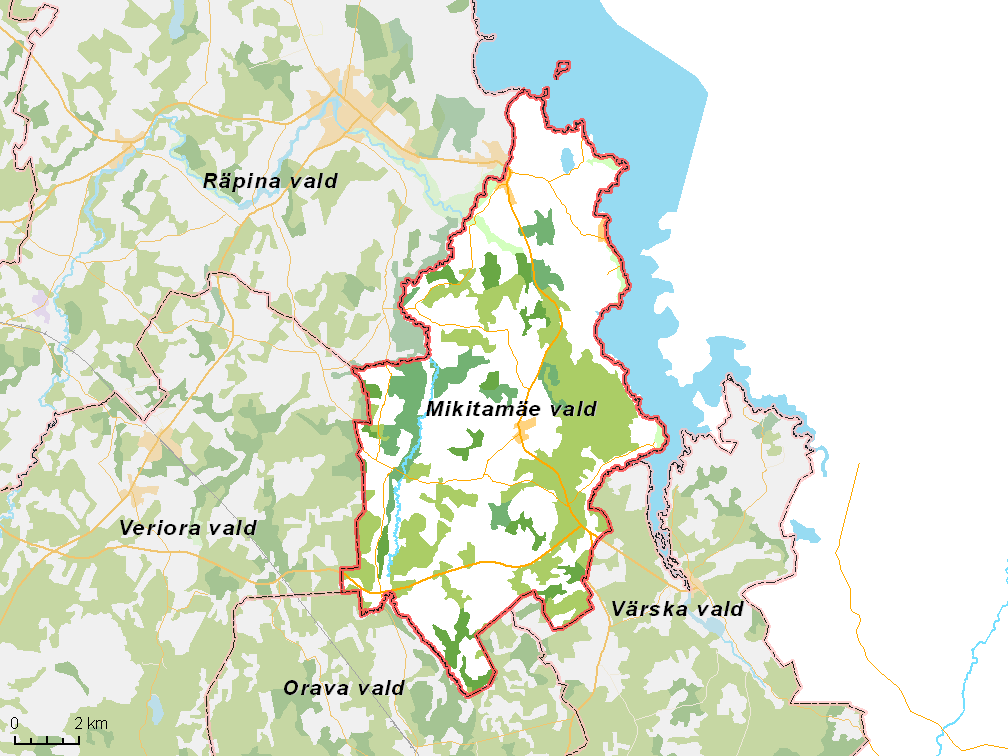
De gemeente met omliggende gemeenten, situatie begin 2017